# Banca centrale del Sudan
La Banca centrale del Sudan (in inglese: Central Bank of Sudan) è la banca centrale del Sudan. Fondata nel 1960, quattro anni dopo l'indipendenza del Sudan, la banca ha sede nella capitale Khartum.

## Storia
Dopo l'indipendenza dal Regno Unito e il disimpegno dell'Egitto, paese partner del Regno Unito, nel 1956, si iniziò a prendere in considerazione l'istituzione di una banca centrale per il Sudan, che supervisionasse le operazioni bancarie del Paese. Fu formato un comitato di tre esperti della Federal Reserve statunitense per valutare la fattibilità dell'istituzione di una banca centrale in Sudan, che gestisse le attività bancarie nel Paese. Nel 1960, la Banca del Sudan iniziò a operare.
Dalla sua fondazione nel 1960 fino al 1984, la Banca del Sudan ha utilizzato strumenti di politica monetaria diretta e indiretta per controllare il credito, controllando l'offerta di moneta attraverso i tassi di interesse, le variazioni dei coefficienti di riserva di cassa e altri metodi bancari. 
Nel 1984, iniziò l'implementazione del sistema bancario islamico, consentendo così alla Banca del Sudan di svolgere il suo ruolo nel consolidamento del sistema bancario islamico. Il Consiglio Supremo di Vigilanza della Sharia della Banca fu istituito nel 1992 per garantire la purificazione delle operazioni bancarie dal sospetto di usura; così, fu creato il dinaro sudanese, in sostituzione della sterlina. La Banca ha continuato inoltre a svolgere il suo ruolo di banca per il governo centrale, i governi statali, gli enti e le agenzie governative e semi-governative, contribuendo al loro capitale e gestendo i loro conti locali ed esteri, oltre a svolgere il suo ruolo di prestatore del governo e prestatore finale delle banche.

### Conflitto sudanese del 2023
Durante il conflitto armato del 2023, l'economia e il settore bancario sudanesi hanno subito gravi perturbazioni, con danni stimati in 4 miliardi di dollari. Il 16 giugno 2023, la Banca Centrale del Sudan ha annunciato misure di emergenza a sostegno del settore bancario, tra cui il pagamento degli stipendi e la fornitura di liquidità ai cittadini.
Inoltre, un'importante banca di Khartum è stata presa di mira da un attacco missilistico da parte delle Forze di Supporto Rapido il 30 aprile 2023, intorno a mezzanotte (ora locale). A causa della nebbia di guerra, non è stato possibile confermare vittime civili legate all'attacco. In seguito all'impatto, gran parte dell'edificio è stata avvolta dalle fiamme, causandone probabilmente il crollo.